# Neopalpa donaldtrumpi
Neopalpa donaldtrumpi (лат.) — вид бабочек из семейства выемчатокрылых молей (Gelechiidae), названный в честь 45-го и 47-го президента США Дональда Трампа.

## Распространение
США и Мексика. Ареал вида охватывает северную часть Нижней Калифорнии (Мексика), Риверсайд и округ Импириал в Южной Калифорнии (США). Бабочки населяют сухие песчаные районы.

## Открытие вида и этимология названия
Вид был описан канадским энтомологом Вазриком Назари (Vazrick Nazari) в январе 2017 года, после того как он обнаружил экземпляр неизвестного ранее вида бабочек при изучении коллекции Музея энтомологии Богарта, в том числе различные образцы, которые были собраны с момента первого описания рода Neopalpa. Род Neopalpa также включает вид Neopalpa neonata (Мексика и США), который впервые был описан в 1998 году чешским энтомологом Далибором Повольным (Dalibor Povolný, 1924—2004).
Новый таксон получил видовое название в честь 45-го президента США Дональда Трампа, поскольку на голове бабочки находятся желтовато-белые чешуйки, которые, по мнению первооткрывателя, напоминают его прическу. Ранее в честь Дональда Трампа был назван только ископаемый вид морских ежей Tetragramma donaldtrumpi из Техаса (США).
Вазрик Назари (Vazrick Nazari) считает, что открытие нового вида бабочек, обитающего в густонаселённой и хорошо изученной южной части Калифорнии, подчёркивает важность сохранения мест обитания диких животных, а предложенное им название позволит привлечь внимание общественности к редким видам насекомых.

## Описание

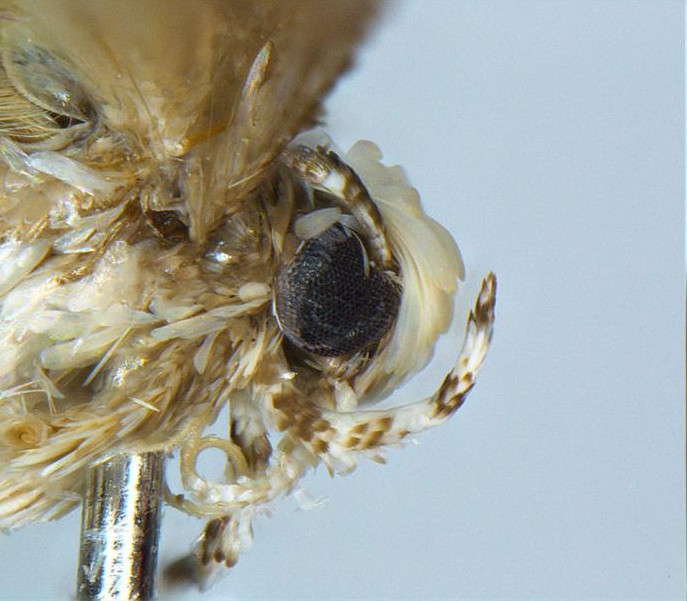
Голова бабочки крупным планом

Длина переднего крыла самцов 3—4,6 мм, самок — 4,3 мм. Передние крылья заострены, удлинённо-ланцетовидные. Задние крылья широкие. Верхняя сторона крыльев тёмно-коричневого цвета с отдельными светло-желтоватыми пятнами. Нижняя сторона крыльев жёлтого цвета, у внутреннего края крыльев окраска варьирует до охристо-коричневого цвета. Задние крылья с длинной бахромой беловатого цвета. Головка с пучком желтоватых либо белёсых чешуек и волосков. Длина усиков составляет около 2/3 длины переднего крыла. Нижнегубные щупики длинные, серповидно изогнутые.
От близкого вида Neopalpa neonata отличается развитым пучком чешуек на голове. Баркодирование ДНК обоих видов выявило отличия в пределах от 4,9 до 5,1 %.

## Биология
Биология вида не изучена. Известные экземпляры вида были собраны в феврале, апреле, июне и августе, будучи приманенными на источники искусственного света.